# 在日米軍裁判権放棄密約事件
在日米軍裁判権放棄密約事件（ざいにちべいぐん さいばんけんほうき みつやくじけん）とは、1953年に日米合同委員会で日本が在日米軍将兵・軍属の裁判権について、「重要な案件以外」放棄するとしていたことが、アメリカ合衆国の公文書公開で明らかにされた事件。歴代の自由民主党政権は、密約の存在を否定していたが、2011年に民主党政権下で関連文書が公開された。

## 概要
以前より日本政府と在日米軍との間における、裁判権に関わる隠された合意事項（以降「密約」と呼ぶ）の存在は指摘されていたが、2008年、国際問題研究家の新原昭治がアメリカ国立公文書記録管理局で、米国側の機密指定解除により公開された公文書から、この指摘を裏付ける記述を発見してからこの問題がおおやけにされた。

## 経緯および内容
新原の調査によると、1953年に日本政府は在日米軍将兵の関与する刑事事件について、「重要な案件以外、また日本有事に際しては全面的に、日本側は裁判権を放棄する」とする密約に合意した。正式には『行政協定第一七条を改正する一九五三年九月二十九日の議定書第三項・第五項に関連した、合同委員会裁判権分科委員会刑事部会日本側部会長の声明』である。アメリカ側代表は軍法務官事務所のアラン・トッド中佐、日本の部会長は津田實・法務省総務課長。
その後5年間に起きた、約13000件の在日米軍関連事件の97%について、裁判権を放棄。実際に裁判が行われたのは約400件だけだった。また、新原と共同通信社が入手した『合衆国軍隊構成員等に対する刑事裁判権関係実務資料』（法務省刑事局と警察庁刑事局が1954年から1972年にかけて作成。法務省刑事局発行の「検察資料」第158号にも収録され、一部の大学図書館でも購入されている）などによると、法務省は全国の地方検察庁に「実質的に重要と認められる事件のみ裁判権を行使する」よう通達を出した。また、批判を受ける恐れのある裁判権不行使ではなく、公訴権の自主規制といえる起訴猶予処分にするよう勧めていた。これらのことが裁判権放棄密約の傍証として挙げられている。
1958年、アメリカ合衆国国務長官ジョン・フォスター・ダレスは、新日米安保条約及び日米地位協定締結にあたり、裁判権放棄を密約ではなく、日本政府に公に認めさせようとしたが、当時の首相・岸信介は国内での反発を恐れ、この要求を拒んだとしている（10月4日のこと。当時会談に参加したのは岸の他に外務大臣藤山愛一郎、駐日アメリカ大使ダグラス・マッカーサー2世）。
1974年7月10日、沖縄県伊江島で米兵による発砲事件があり、住民が負傷した。米国は、当初は公務外の出来事として日本側の裁判権を認めていたが、空軍は公務証明書を発行。「裁判権を行使し損えば、他国との地位協定にまで影響が及び、米兵の士気低下につながる」とする判断で、一転して裁判権を要求した。日本側は反発したが、1975年5月6日に米国の要求に従った。
在日米軍法務官事務所国際法主任デール・ソネンバーグ中佐と在韓米軍司令部法務官特別顧問ドナルド・A・ティムが共同執筆した論文「日本の外国軍隊の地位に関する協定」（"The Handbook of The Law of Visiting Forces"（駐留軍隊の法律に関するハンドブック）所収　オックスフォード大学出版局、2001年）によると、密約について「日本はこの了解事項を忠実に実行してきている」と指摘しており、2001年時点で米国は密約通りに運用されていたと認識していたことになる。また2008年時点で、2001年から2008年までの米兵刑法犯の不起訴率が高いことから、2001年以降も密約が履行されている傍証になっていると指摘されている。
2008年5月30日、新党大地の鈴木宗男が『北海道新聞』記事に基づき、密約や在日米軍犯罪について質問主意書を提出した。政府は、密約を否定する答弁書を返した。6月23日、国立国会図書館は密約を示す史料の一つである『合衆国軍隊構成員等に対する刑事裁判権関係実務資料』を政府の要求に従い閲覧禁止にし、資料検索（OPAC）からも削除した。この文書は極秘文書であったが、古書店に流出し、それを国会図書館が買い取って1991年から公開していた。政府は閲覧禁止要求について、「他国との信頼関係への影響」「捜査への支障」を理由にしている。
日本図書館協会は、閲覧制限の見直しを要請した。一方、自由民主党の世耕弘成は、「極秘マーク付きの行政文書を国会図書館で閲覧できるようにしたこと自体が問題だ」とブログで主張した。その後複製がマイクロフィルム化されて保管され閲覧に供されている事が判明し、2010年2月に禁止措置は解除された。10月23日、新原は密約の原本を発見した。
2010年4月10日、鳩山由紀夫内閣の岡田克也外務大臣により設置された密約文書調査有識者委員会において、秘密合意を記録した文書「会談録」が存在した事が確認された。更に翌11年8月26日、菅内閣の松本剛明外務大臣が、アメリカ側だけが保管していた「会談録」を公開（日本には文書はなかった）。我部政明・琉球大学教授は「アメリカ側は議会対策に必要だったから文書にした。日本側は自ら主権を制限したも同然で、国内で論議を巻き起こす事が必至だったから口頭了解に留めた。明らかに密約だ」と指摘している。

## 津田實
津田實（-1999年5月24日）は日本の元法務官僚、元検事。法務省総務課長として在日米軍裁判権放棄密約事件に関与した。後に、札幌高等検察庁検事長から法務事務次官となり、1972年6月29日に退職。運輸審議会会長を務めた。

## 朝鮮国連軍
2019年の報道で、朝鮮国連軍の地位協定締結の際に、同様の密約が英連邦の4カ国と結ばれていたことが英公文書からわかったとされている。